# Escut de Grècia
L'escut de Grècia (en grec Εθνόσημο της Ελλάδας, Ethnósimo tis Elladas) és d'atzur amb una creu plena d'argent, voltat per dos rams de llorer de sinople. Es va adoptar l'any 1975.

## Història
El primer emblema nacional grec data de 1822 i tenia forma circular, amb els colors blau i blanc; s'hi representava la deessa Atena i l'òliba comuna, el seu símbol, amb la llegenda «Administració Provisional de Grècia». Ha tingut nombrosos canvis tant en la forma com en el disseny, sobretot a causa dels canvis de règim polític.
En època del primer ministre Kapodístrias (1828 - 1832), es va adoptar el fènix, símbol de renaixement. Durant el regnat d'Otó de Baviera, les armes reials (l'escut amb la creu d'argent sobre camper d'atzur, timbrat amb la corona reial i flanquejat per dos lleons coronats) van esdevenir l'emblema nacional grec. Amb l'arribada de Jordi I l'escut anterior es va substituir per un d'inspiració danesa.
Amb l'adveniment de la república el 1924, Grècia passava a tenir com a emblema simplement l'escut d'atzur amb la creu d'argent. Les armes reials es tornaren a implantar amb la restauració monàrquica el 1935 i es van fer servir fins al 1973, quan una junta militar va abolir la monarquia. El disseny actual, obra de l'artista Kostas Grammatópoulos, s'adoptà el 7 de juny de 1975.

## Escuts usats anteriorment

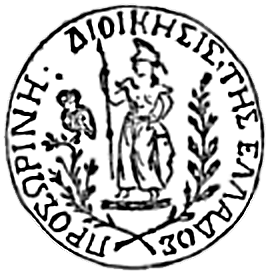
El segell d'armes del Govern Provisional Grec (1822-1828).
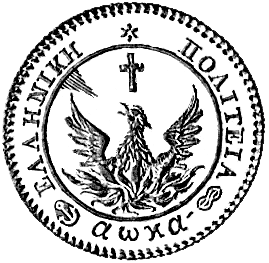
L'emblema de Grècia amb el govern de Ioannis Kapodístrias (1828-1832). S'hi pot llegir "Estat Hel·lènic" i la data de la Independència grega, el 1821, en la numeració grega.
Escut reial i estatal en temps del rei Otó, basat en les armes reials bavareses (1833-1862)
Escut reial durant la dinastia Glücksburg (1863-1924 i 1935-1973)
Escut estatal durant la dinastia Glücksburg (1863-1924 i 1935-1973)